# Дикарбид иттрия
Дикарбид иттрия — бинарное неорганическое соединение металла иттрия и углерода с формулой YC2, серые или жёлтые кристаллы.

## Получение
- Нагревание иттрия с углеродом в электрической печи:

{\displaystyle {\mathsf {Y+2C\ {\xrightarrow {T}}\ YC_{2}}}}

## Физические свойства
Дикарбид иттрия образует серые или жёлтые кристаллы 
гексагональной сингонии, параметры ячейки a = 0,379 нм, c = 0,658 нм, Z = 2
(по другим данным 
тетрагональная сингония, параметры ячейки a = 0,3664 нм, c = 0,6169 нм).